# Campeonato Sudamericano de Voleibol Femenino Sub-20 de 2012
La XXI edición del Campeonato Sudamericano de Voleibol Femenino Sub-20 se llevó a cabo en Perú del 18 al 22 de octubre. Los equipos nacionales compitieron por tres cupos para el Campeonato Mundial de Voleibol Femenino Sub-20 de 2013 a realizarse en República Checa.

## Grupos
| Grupo A   | Grupo B   |
| --------- | --------- |
| Perú      | Brasil    |
| Venezuela | Colombia  |
| Chile     | Argentina |
| Uruguay   | Paraguay  |

## Primera fase

### Clasificación
| Pos | Equipo    | PJ | PG | PP | SG | SP | PTS |
| --- | --------- | -- | -- | -- | -- | -- | --- |
| 1   | Perú      | 3  | 3  | 0  | 9  | 1  | 9   |
| 2   | Chile     | 3  | 2  | 1  | 7  | 6  | 5   |
| 3   | Venezuela | 3  | 1  | 2  | 5  | 7  | 4   |
| 4   | Uruguay   | 3  | 0  | 3  | 2  | 9  | 0   |

#### Resultados
| Fecha    | Encuentro           | Resultado | Set   | Set   | Set   | Set   | Set  | Puntuación total |
| Fecha    | Encuentro           | Resultado | 1     | 2     | 3     | 4     | 5    | Puntuación total |
| -------- | ------------------- | --------- | ----- | ----- | ----- | ----- | ---- | ---------------- |
| 18-10-12 | Chile - Venezuela   | 3-2       | 28-26 | 23-25 | 23-25 | 25-18 | 15-7 | 111-101          |
| 19-10-12 | Perú - Uruguay      | 3-0       | 25-09 | 25-08 | 25-11 |       |      | 75-28            |
| 19-10-12 | Venezuela - Uruguay | 3-1       | 20-25 | 25-21 | 31-29 | 25-23 |      | 101-98           |
| 19-10-12 | Perú - Chile        | 3-1       | 25-18 | 24-26 | 25-21 | 25-12 |      | 99-77            |
| 20-10-12 | Chile - Uruguay     | 3-1       | 20-25 | 25-12 | 26-24 | 25-15 |      | 96-76            |
| 20-10-12 | Perú - Venezuela    | 3-0       | 25-15 | 25-12 | 25-09 |       |      | 75-36            |

### Clasificación
| Pos | Equipo    | PJ | PG | PP | SG | SP | PTS |
| --- | --------- | -- | -- | -- | -- | -- | --- |
| 1   | Brasil    | 3  | 3  | 0  | 9  | 1  | 9   |
| 2   | Colombia  | 3  | 2  | 1  | 7  | 3  | 6   |
| 3   | Argentina | 3  | 1  | 2  | 4  | 6  | 3   |
| 4   | Paraguay  | 3  | 0  | 3  | 0  | 9  | 0   |

#### Resultados
| Fecha    | Encuentro            | Resultado | Set   | Set   | Set   | Set   | Set | Puntuación total |
| Fecha    | Encuentro            | Resultado | 1     | 2     | 3     | 4     | 5   | Puntuación total |
| -------- | -------------------- | --------- | ----- | ----- | ----- | ----- | --- | ---------------- |
| 18-10-12 | Paraguay - Brasil    | 0-3       | 09-25 | 09-25 | 10-25 |       |     | 28-75            |
| 18-10-12 | Argentina - Colombia | 1-3       | 20-25 | 18-25 | 25-19 | 24-26 |     | 87-95            |
| 19-10-12 | Colombia - Paraguay  | 3-0       | 25-13 | 25-05 | 25-07 |       |     | 75-25            |
| 19-10-12 | Brasil - Argentina   | 3-0       | 25-13 | 25-19 | 25-16 |       |     | 75-48            |
| 20-10-12 | Argentina - Paraguay | 3-0       | 25-08 | 25-06 | 25-08 |       |     | 75-22            |
| 20-10-12 | Brasil - Colombia    | 3-1       | 25-23 | 24-26 | 25-14 | 25-21 |     | 99-84            |

## Fase final

### Final 1° y 3° puesto
|  | Semifinales | Semifinales |   |          | Final      | Final |  |
|  |             |             |   |          |            |       |  |
|  |             |             |   |          |            |       |  |
|  |             |             |   |          |            |       |  |
|  | Perú        | 3           |   |          |            |       |  |
|  | Colombia    | 1           |   |          |            |       |  |
|  |             |             |   |          |            |       |  |
|  |             |             |   |          |            |       |  |
|  |             |             |   |          | Perú       | 1     |  |
|  |             | Brasil      | 3 |          |            |       |  |
|  |             |             |   |          |            |       |  |
|  |             |             |   |          |            |       |  |
|  |             |             |   |          | 3.º puesto |       |  |
|  |             |             |   |          |            |       |  |
|  | Brasil      | 3           |   | Colombia | 3          |       |  |
|  | Chile       | 0           |   |          | Chile      | 1     |  |

### Resultados
| Fase      | Fecha    | Encuentro        | Resultado | Set   | Set   | Set   | Set   | Set | Puntuación total |
| Fase      | Fecha    | Encuentro        | Resultado | 1     | 2     | 3     | 4     | 5   | Puntuación total |
| --------- | -------- | ---------------- | --------- | ----- | ----- | ----- | ----- | --- | ---------------- |
| Semifinal | 21-10-12 | Perú - Colombia  | 3-1       | 23-25 | 25-20 | 25-21 | 25-22 |     | 98-88            |
| Semifinal | 21-10-12 | Brasil - Chile   | 3-0       | 25-07 | 25-14 | 25-17 |       |     | 75-38            |
| 3° lugar  | 22-10-12 | Colombia - Chile | 3-1       | 19-25 | 25-08 | 27-25 | 25-18 |     | 96-76            |
| Final     | 22-10-12 | Perú - Brasil    | 1-3       | 15-25 | 16-25 | 25-23 | 14-25 | -   | 70-98            |

### Final 5° y 7° puesto
|  | Semifinales | Semifinales |   |          | 5° puesto  | 5° puesto |  |
|  |             |             |   |          |            |           |  |
|  |             |             |   |          |            |           |  |
|  |             |             |   |          |            |           |  |
|  | Venezuela   | 3           |   |          |            |           |  |
|  | Paraguay    | 0           |   |          |            |           |  |
|  |             |             |   |          |            |           |  |
|  |             |             |   |          |            |           |  |
|  |             |             |   |          | Venezuela  | 0         |  |
|  |             | Argentina   | 3 |          |            |           |  |
|  |             |             |   |          |            |           |  |
|  |             |             |   |          |            |           |  |
|  |             |             |   |          | 7.º puesto |           |  |
|  |             |             |   |          |            |           |  |
|  | Argentina   | 3           |   | Paraguay | 2          |           |  |
|  | Uruguay     | 0           |   |          | Uruguay    | 3         |  |

### Resultados
| Fase      | Fecha    | Encuentro             | Resultado | Set   | Set   | Set   | Set   | Set   | Puntuación total |
| Fase      | Fecha    | Encuentro             | Resultado | 1     | 2     | 3     | 4     | 5     | Puntuación total |
| --------- | -------- | --------------------- | --------- | ----- | ----- | ----- | ----- | ----- | ---------------- |
| Semifinal | 21-10-12 | Venezuela - Paraguay  | 3-0       | 25-20 | 25-19 | 25-22 |       |       | 75-61            |
| Semifinal | 21-10-12 | Argentina - Uruguay   | 3-0       | 25-10 | 25-12 | 25-11 |       |       | 75-33            |
| 7° lugar  | 22-10-12 | Paraguay - Uruguay    | 2-3       | 25-14 | 25-18 | 17-25 | 21-25 | 11-15 | 99-97            |
| Final     | 22-10-12 | Venezuela - Argentina | 0-3       | 23-25 | 26-28 | 14-25 |       |       | 63-78            |

## Campeón
| Brasil            |
| Campeón           |
| Brasil 17° título |

## Clasificación final
| Pos | Equipo    |
| --- | --------- |
| 1   | Brasil    |
| 2   | Perú      |
| 3   | Colombia  |
| 4   | Chile     |
| 5   | Argentina |
| 6   | Venezuela |
| 7   | Uruguay   |
| 8   | Paraguay  |

## Distinciones individuales
| Distinción      | Nombre                | Equipo    |
| --------------- | --------------------- | --------- |
| Mejor Anotadora | Diana Arrechea        | Colombia  |
| Mejor Ataque    | Rosamaria Montibeller | Brasil    |
| Mejor Bloqueo   | Melissa Rangel        | Colombia  |
| Mejor Servicio  | Ángela Leyva          | Perú      |
| Mejor Armadora  | Naiane Rios           | Brasil    |
| Mejor Recepción | Juliana Paes          | Brasil    |
| Mejor Defensa   | Génesis Duran         | Venezuela |
| Mejor Líbero    | Nicole Vorpahl        | Chile     |

| Predecesor: Colombia 2010 | Campeonato Sudamericano de Voleibol Femenino Sub-20 Perú 2012 | Sucesor: Colombia 2014 |